# St. Michael (Fünfbronn)

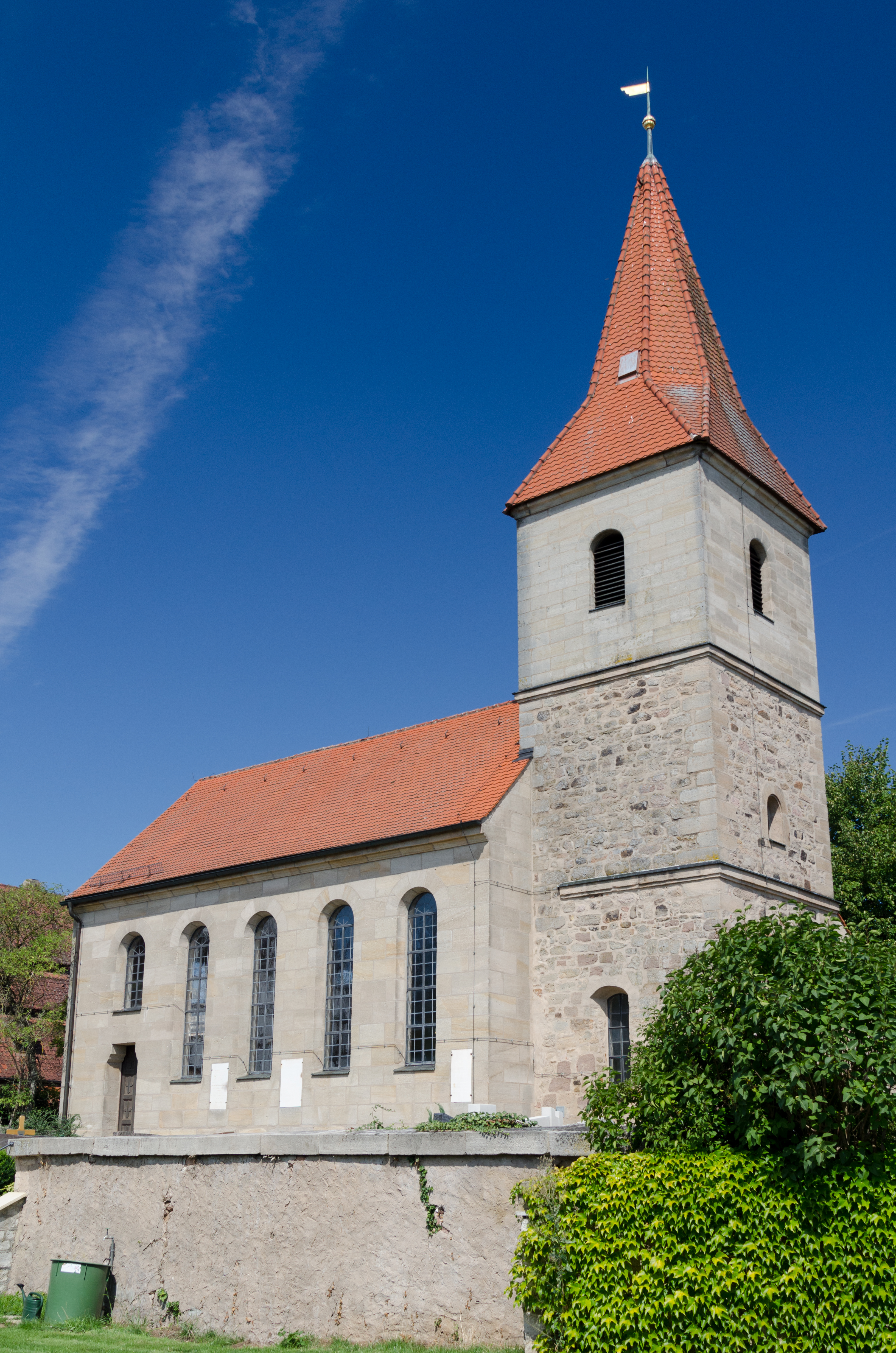
St. Michael (Fünfbronn)

Die evangelische, denkmalgeschützte Pfarrkirche St. Michael steht in Fünfbronn, einem Gemeindeteil der Stadt Spalt im Landkreis Roth (Mittelfranken, Bayern). Das Bauwerk ist unter der Denkmalnummer D-5-76-147-174 als Baudenkmal in der Bayerischen Denkmalliste eingetragen. Die Kirchengemeinde gehört mit der Kirchengemeinde der Rieterkirche St. Marien und Christophorus zum Evangelisch-Lutherischen Dekanat Gunzenhausen im Kirchenkreis Ansbach-Würzburg der Evangelisch-Lutherischen Kirche in Bayern.

## Beschreibung
Die beiden unteren unverputzten Geschosse des Chorturms sind romanisch. Das Langhaus wurde 1873–75 aus Quadermauerwerk im Rundbogenstil nach Westen angebaut. Gleichzeitig wurde der Chorturm um ein Geschoss aus Quadermauerwerk aufgestockt, das die Turmuhr und den Glockenstuhl beherbergt, und mit einem achtseitigen Knickhelm bedeckt. Die Kirchenausstattung stammt aus der Bauzeit.